# Женска кошаркашка репрезентација Шпаније
Женска кошаркашка репрезентација Шпаније представља Шпанију на међународним кошаркашким такмичењима.

## Учешћа на међународним такмичењима

### Олимпијске игре
| Година         | Турнир                | Пласман               | ИГ                    | П                     | И                     | ДК                    | ПК                    | Разл.                 |
| -------------- | --------------------- | --------------------- | --------------------- | --------------------- | --------------------- | --------------------- | --------------------- | --------------------- |
| 1976. до 1988. | Није се квалификовала | Није се квалификовала | Није се квалификовала | Није се квалификовала | Није се квалификовала | Није се квалификовала | Није се квалификовала | Није се квалификовала |
| 1992.          | Први круг             | 5. место              | 5                     | 3                     | 2                     | 332                   | 376                   | -44                   |
| 1996. до 2000. | Није се квалификовала | Није се квалификовала | Није се квалификовала | Није се квалификовала | Није се квалификовала | Није се квалификовала | Није се квалификовала | Није се квалификовала |
| 2004.          | Четвртфинале          | 6. место              | 7                     | 4                     | 3                     | 499                   | 480                   | +19                   |
| 2008.          | Четвртфинале          | 5. место              | 6                     | 3                     | 3                     | 415                   | 438                   | -23                   |
| 2012.          | Није се квалификовала | Није се квалификовала | Није се квалификовала | Није се квалификовала | Није се квалификовала | Није се квалификовала | Није се квалификовала | Није се квалификовала |
| Укупно         | 3/10                  |                       | 18                    | 10                    | 8                     | 1246                  | 1294                  | -48                   |

### Светска првенства
| Година         | Турнир                | Пласман               | ИГ                    | П                     | И                     | ДК                    | ПК                    | Разл.                 |
| -------------- | --------------------- | --------------------- | --------------------- | --------------------- | --------------------- | --------------------- | --------------------- | --------------------- |
| 1953. до 1990. | Није се квалификовала | Није се квалификовала | Није се квалификовала | Није се квалификовала | Није се квалификовала | Није се квалификовала | Није се квалификовала | Није се квалификовала |
| 1994.          | Други круг            | 8. место              | 8                     | 3                     | 5                     | 639                   | 614                   | +25                   |
| 1998.          | Четвртфинале          | 5. место              | 9                     | 5                     | 4                     | 638                   | 584                   | +54                   |
| 2002.          | Четвртфинале          | 5. место              | 9                     | 6                     | 3                     | 688                   | 623                   | +65                   |
| 2006.          | Четвртфинале          | 8. место              | 9                     | 4                     | 5                     | 622                   | 581                   | +41                   |
| 2010.          | Утакмица за 3. место  | 3. место              | 9                     | 7                     | 2                     | 684                   | 599                   | +85                   |
| 2014.          | Квалификовала се      | Квалификовала се      | Квалификовала се      | Квалификовала се      | Квалификовала се      | Квалификовала се      | Квалификовала се      | Квалификовала се      |
| Укупно         | 5/16                  |                       | 44                    | 25                    | 19                    | 3271                  | 3001                  | +270                  |

### Европска првенства
| Година         | Турнир                | Пласман               | ИГ                    | П                     | И                     | ДК                    | ПК                    | Разл.                 |
| -------------- | --------------------- | --------------------- | --------------------- | --------------------- | --------------------- | --------------------- | --------------------- | --------------------- |
| 1938. до 1972. | Није се квалификовала | Није се квалификовала | Није се квалификовала | Није се квалификовала | Није се квалификовала | Није се квалификовала | Није се квалификовала | Није се квалификовала |
| 1974.          | Први круг             | 12. место             | 7                     | 1                     | 6                     | 425                   | 476                   | -51                   |
| 1976.          | Први круг             | 10. место             | 7                     | 2                     | 5                     | 389                   | 444                   | -55                   |
| 1978.          | Први круг             | 11. место             | 7                     | 2                     | 5                     | 480                   | 496                   | -16                   |
| 1980.          | Први круг             | 10. место             | 7                     | 4                     | 3                     | 491                   | 487                   | +4                    |
| 1981.          | Није се квалификовала | Није се квалификовала | Није се квалификовала | Није се квалификовала | Није се квалификовала | Није се квалификовала | Није се квалификовала | Није се квалификовала |
| 1983.          | Први круг             | 11. место             | 7                     | 1                     | 6                     | 442                   | 545                   | -103                  |
| 1985.          | Први круг             | 10. место             | 7                     | 3                     | 4                     | 436                   | 523                   | -87                   |
| 1987.          | Први круг             | 6. место              | 7                     | 3                     | 4                     | 515                   | 489                   | +26                   |
| 1989.          | Није се квалификовала | Није се квалификовала | Није се квалификовала | Није се квалификовала | Није се квалификовала | Није се квалификовала | Није се квалификовала | Није се квалификовала |
| 1991.          | Није се квалификовала | Није се квалификовала | Није се квалификовала | Није се квалификовала | Није се квалификовала | Није се квалификовала | Није се квалификовала | Није се квалификовала |
| 1993.          | Финале                | 1. место              | 5                     | 4                     | 1                     | 360                   | 312                   | +48                   |
| 1995.          | Први круг             | 9. место              | 6                     | 2                     | 4                     | 493                   | 453                   | +40                   |
| 1997.          | Четвртфинале          | 5. место              | 8                     | 5                     | 3                     | 605                   | 569                   | +36                   |
| 1999.          | Није се квалификовала | Није се квалификовала | Није се квалификовала | Није се квалификовала | Није се квалификовала | Није се квалификовала | Није се квалификовала | Није се квалификовала |
| 2001.          | Утакмица за 3. место  | 3. место              | 8                     | 5                     | 3                     | 616                   | 552                   | +64                   |
| 2003.          | Утакмица за 3. место  | 3. место              | 8                     | 7                     | 1                     | 593                   | 523                   | +70                   |
| 2005.          | Утакмица за 3. место  | 3. место              | 8                     | 6                     | 2                     | 615                   | 511                   | +104                  |
| 2007.          | Финале                | 2. место              | 9                     | 7                     | 2                     | 621                   | 551                   | +70                   |
| 2009.          | Утакмица за 3. место  | 3. место              | 9                     | 8                     | 1                     | 608                   | 510                   | +98                   |
| 2011.          | Други круг            | 10. место             | 6                     | 3                     | 3                     | 406                   | 409                   | -3                    |
| 2013.          | Финале                | 1. место              | 9                     | 9                     | 0                     | 661                   | 518                   | +143                  |
| 2015.          | Полуфинале            | 3. место              | 10                    | 9                     | 1                     | 746                   | 629                   | +117                  |
| 2017.          | Финале                | 1. место              | 6                     | 5                     | 1                     | 407                   | 323                   | +84                   |
| 2019.          | Финале                | 1. место              | 6                     | 6                     | 0                     | 456                   | 378                   | +78                   |
| 2021.          | Четвртфинале          | 7. место              | 6                     | 3                     | 3                     | 436                   | 369                   | +67                   |
| 2023.          | Финале                | 2. место              | 6                     | 4                     | 2                     | 411                   | 350                   | +61                   |
| Укупно         | 22 учешћа             | 4 титуле              | 159                   | 99                    | 60                    | 11212                 | 10417                 | +795                  |